# Oscar Reyes (giocatore di beach soccer)
Óscar Reyes Zárate, noto semplicemente come Óscar Reyes (Zamora de Hidalgo, 4 febbraio 1990), è un giocatore di beach soccer messicano naturalizzato statunitense.

## Carriera
È figlio di Jorge Reyes, calciatore messicano professionista. 
Con la nazionale statunitense di beach soccer realizza due reti contro la Svizzera nella prima giornata della Coppa del Mondo 2019.